# Andrej Tarkovski
Andrej Arsenjevitsj Tarkovski (Russisch: Андрей Арсеньевич Тарковский) (Zavraje (bij Moskou), 4 april 1932 – Parijs, 29 december 1986) was een Sovjet-filmregisseur, schrijver en acteur. Hij wordt in cinefiele kringen beschouwd als een van de grootste filmkunstenaars uit de geschiedenis.

## Leven en werk

### Jeugd en studie
Andrej Tarkovski werd in 1932 geboren als oudste zoon van de Russische dichter Arseni Tarkovski. Al op jonge leeftijd raakte Tarkovski onder de indruk van het geweld van de Tweede Wereldoorlog. Dit element zou later van grote invloed zijn geweest op zijn films. Zijn vader verliet het gezin reeds in 1937, maar bleef het financieel wel steunen.
Tarkovski studeerde vanaf 1951 Arabisch maar maakte deze opleiding niet af en ging in 1953 mee met een geologische expeditie naar Siberië. Toen hij daar een jaar later van terugkwam had hij besloten filmregisseur te worden en meldde zich aan bij de VGIK, de filmacademie van Moskou. Tijdens deze zesjarige opleiding maakte hij The Killers (1956) en There will be no leave today (1959). In 1960 studeerde hij af met de examenfilm De stoomwals en de viool.

### Internationale erkenning
In 1962 maakte Tarkovski zijn speelfilmdebuut met De jeugd van Ivan, een psychologisch drama over een jongetje dat opgroeit in het Rusland van de Tweede Wereldoorlog. De film ging in het Westen in première op het filmfestival van Venetië en behaalde meteen de hoogste prijs: de Gouden Leeuw. De Sovjetregering was er minder over te spreken, Chroesjtsjov had na het zien van de film gezegd dat kinderen nooit zo werden ingezet in de oorlog. Dit zorgde ervoor dat de film werd doodgezwegen en een kleine roulatie kreeg.
In 1966 maakte Tarkovski een film over het leven van de middeleeuwse iconenschilder Andrej Roebljov. In deze film verwerkte Tarkovksi kritiek op het Sovjetbeleid dat kunstenaars geen vrijheid gaf. De regering was hier uiteraard niet van gediend en ze wilden alle kopieën van de film vernietigen. Enkele kopieën konden toch het land uitgesmokkeld worden en zo kwam het dat de film pas in 1969 op het filmfestival van Cannes in première ging. Daar werd de productie gelauwerd als een van de beste films aller tijden en kreeg Tarkovksi het imago van meesterregisseur toebedeeld.
In zijn eigen land werd Tarkovski echter verguisd en het was voor hem onmogelijk een nieuwe film van de grond te krijgen. Pas in 1971 maakte hij, deels gefinancierd met buitenlands geld, een volgende film, Solaris, naar het gelijknamige boek van Stanisław Lem. Dit is de meest toegankelijke en daarom de enige voor een wat groter publiek succesvolle film van Tarkovski.
In 1975 maakte hij De spiegel, volgens veel kenners een van de origineelste en meest tegendraadse en moeilijkste films ooit. In deze film gooide Tarkovski iedere vorm van logica of plotontwikkeling overboord. Wat resteert is een reeks losse scènes die op abstracte wijze de psychologie van het hoofdpersonage laten zien. De spiegel groeide uit tot een ware filmklassieker en trok de aandacht van critici wereldwijd. De film trok ook de aandacht van de Sovjetregering, die De spiegel verbood vanwege een aantal scènes die een negatief beeld gaven van de Russische geschiedenis.
In 1977 schreef Tarkovksi zijn boek De verzegelde tijd, dat pas in 1984 werd gepubliceerd, eerst in het Duits, twee jaar later ook in het Engels en Nederlands. Hierin beschreef hij dat cinema de enige kunst is waarmee de tijd beïnvloed kan worden. Door een ultratraag tempo, langzaam bewegende shots, een extreem laag montageschema, door vervreemding van de werkelijkheid en door een vreemd gebruik van geluid, muziek, kleur, close-ups en beweging wilde Tarkovski de kijker "bedwelmen", waardoor hij het besef van tijd kwijtraakt en zich helemaal laat meevoeren door het verhaal.
De eerste film die de "verzegelde-tijdideologie" aanhangt was Stalker uit 1979. Deze film is gebaseerd op het boek Bermtoeristen van Arkadi en Boris Stroegatski. Dit is een sciencefictionfilm die zich in de "Zone" afspeelt, een niet nader aangegeven plaats waar afstand en tijd niet gelden. De eerste opnamen werden door het laboratorium (dat in handen was van de regering) slecht behandeld en toen Tarkovski de beschadigde film zag heeft hij alles opnieuw opgenomen met een nieuwe cameraman. De film vond weinig weerstand bij de Sovjetautoriteiten en kreeg een roulatie. Het volgende jaar ging de film voor het Westen in première in Cannes.
Omdat Tarkovski zo populair was in het buitenland, genoot hij voor Sovjetbegrippen een relatief grote vrijheid. Hij reisde veel in Europa en maakte in 1979 samen met scenarist Tonino Guerra de documentaire Tempo di viaggio. Met Guerra schreef Tarkovski ook het script voor Nostalghia, zijn volgende film. Na een moeizame voorbereiding ging Tarkovski in 1982 weer naar Italië voor de opnames. In 1983 was de film klaar voor het festival van Cannes. Het was wederom een groot succes. Mede door toedoen van de Russische delegatie onder leiding van Sergej Bondartsjoek won de film niet de Gouden Palm, maar kreeg een voor de gelegenheid gecreëerde prijs die hij deelde met Robert Bresson: le Grand Prix de Création.
In Zweden maakte hij in 1986 Het offer, met een ploeg die deels ook met Ingmar Bergman had gewerkt. Deze film laat het beste Tarkovski's unieke stijl zien.

### Overlijden
Tijdens het werken aan Het offer werd bij Tarkovski longkanker geconstateerd. Tarkovski werd kort voor zijn dood naar een ziekenhuis in Parijs gebracht, alwaar hij nog een paar memoires schreef. Hij overleed in 1986 en werd slechts 54 jaar.

## Stijl
Zijn films zijn allemaal expressionistische psychologische drama's waarin de gedachten en emoties van de personages door de manier van filmen en de vormgeving verteld worden. Zij zijn altijd op zoek naar de betekenis van hun leven of naar spirituele verdieping. De films zelf worden gekenmerkt door een sombere rauwe vormgeving met veel symbolen, metaforen en autobiografische elementen, maar het bijzondere is de vreemde manier van monteren en filmen. Tarkovski probeerde namelijk door lange onversneden camerashots en langzame camerabewegingen een sfeer op te wekken waarbij de kijker het gevoel van tijd kwijtraakt. Op deze manier wordt de kijker naar een hoger bewustzijn getild. Tarkovski zelf vergeleek zijn stijl met transcendente meditatie, de voortdurende herhaling van langzame shots en geluiden vervulde hierbij de functie van een soort mantra.
Al met al is Tarkovski een buitengewoon eigenzinnige regisseur. Zijn films worden dan ook gezien als moeilijke en ontoegankelijke films. Dit was dan ook de reden dat Tarkovski's werk nooit aansloeg bij het grote publiek: velen vonden zijn films onbegrijpelijk, te lang of somber. Hierdoor werd het voor Tarkovski moeilijk om zijn projecten te financieren. Een ander probleem is dat zijn films niet in de smaak vielen bij de Sovjet-regering: zij vonden zijn "onbegrijpelijke films" gevaarlijk vanwege de politieke elementen.
Al het geldgebrek en de politieke tegenwerking ten spijt, is Tarkovski er wel in geslaagd een aantal, volgens critici, meesterlijke en tijdloze speelfilms achter te laten. Zijn intellectuele werk is nog steeds geliefd bij filmcritici, cinefielen en cultliefhebbers. Bij hen heeft Tarkovski een bijna mythische status verworven.
Net als bij bijna alle meesterregisseurs heeft ook Tarkovski, zowel qua inhoud als vorm, een herkenbare stijl. Hier volgen de belangrijkste kenmerken:

### Inhoud
- de hoofdpersoon is altijd een eenzaam individu. Gedurende de film gebeurt er iets waardoor hij gaat nadenken over zijn bestaan. Hij worstelt met zichzelf, twijfelt en gaat op zoek naar spirituele verlossing. Het loopt vaak slecht met hem af. Het personage wordt vaak geplaagd door een trauma of complex.
- de films bevatten autobiografische elementen.
- de films bevatten politieke meningen, vaak in strijd met de toenmalige Sovjet-ideologie.
- centraal thema in al z'n werk is de overlevingsdrang van de mens en de wil van de creatieve geest.
- in al z'n films staat spiritualiteit centraal.
- het verhaal is meestal vrij simpel en rechtlijnig en wordt verteld aan de hand van metaforen en andere symboliek.

### Vormgeving
- de films zijn minimalistisch, dus met zo min mogelijk beelden zo veel mogelijk vertellen. De kijker moet het verhaal uit de beelden halen. Zo veel mogelijk suggestie.
- de films zijn expressionistisch: de emoties en gevoelens worden door de vormgeving, de symboliek en de manier van filmen verteld.
- dromen en flashbacks komen veelvuldig voor.
- "verzegelde-tijdstijl" van filmen.
- de films spelen zich af op onduidelijke locaties.
- geen duidelijke tijdsaanduiding.
- de films zijn deels in kleur, deels in zwart/wit.
- vervreemding van de werkelijkheid.
- extreme close-ups van emotionele gezichten en van subtiele schoonheid, zoals regendruppels, rimpels in het water, bladeren die bewegen in de wind, barsten in een stenen muur, enzovoorts.
- shots kunnen erg lang duren: de scene van Gortsjakov met de kaars in Nostalghia is één shot van 9 minuten en 7 seconden.
- de films staan bekend om een fascinatie voor de natuur. Landschappen zijn vaak het decor van veel van z'n films: ze symboliseren de emoties en gedachten van de hoofdpersonen. Ook komen de vier elementen van de natuur: water, vuur, lucht (in de gedaante van wind) en aarde veelvuldig voor.

## Filmografie
- De doders, kortfilm (1956) naar een verhaal van Ernest Hemingway (Убийцы)
- De stoomwals en de viool (1960) (Каток и скрипка)
- De jeugd van Ivan (1962) (Иваново детство)
- Andrej Roebljov (1966) (Андрей Рублёв)
- Solaris (1972) (Солярис)
- De spiegel (1975) (Зеркало)
- Stalker (1979) (Сталкер)
- Nostalghia (1983)
- Het offer (1986) (Offret)